# 富士見 (川崎市)
富士見（ふじみ）は、神奈川県川崎市川崎区の地名。現行行政地名は富士見1丁目と富士見2丁目。住居表示実施済区域。

## 地理
川崎区の北西部に位置し、西に榎町、北西に堀之内町、北に旭町1丁目、東に旭町2丁目・中島、南に大島・境町と接している。

## 歴史

### 沿革
- 1928年（昭和3年） - 富士見町が新設。
- 1930年（昭和5年）11月16日 - 煙突男事件が勃発。
- 1972年（昭和47年）4月1日 - 川崎市が政令指定都市の制定に伴い、川崎区が新設。川崎市川崎区富士見町となる。
- 1972年（昭和47年）8月1日 - 住居表示の実施に伴い、富士見町を廃止し、富士見1丁目、富士見2丁目を新設[5][6]。

## 世帯数と人口
2025年（令和7年）6月30日現在（川崎市発表）の世帯数と人口は以下の通りである。
| 丁目        | 世帯数    | 人口    |
| ----------- | --------- | ------- |
| 富士見1丁目 | 945世帯   | 2,042人 |
| 富士見2丁目 | 308世帯   | 624人   |
| 計          | 1,253世帯 | 2,666人 |

### 人口の変遷
国勢調査による人口の推移。
| 年                 | 人口  |
| ------------------ | ----- |
| 1995年（平成7年）  | 1,050 |
| 2000年（平成12年） | 1,096 |
| 2005年（平成17年） | 1,863 |
| 2010年（平成22年） | 2,740 |
| 2015年（平成27年） | 2,691 |
| 2020年（令和2年）  | 2,613 |

### 世帯数の変遷
国勢調査による世帯数の推移。
| 年                 | 世帯数 |
| ------------------ | ------ |
| 1995年（平成7年）  | 511    |
| 2000年（平成12年） | 612    |
| 2005年（平成17年） | 987    |
| 2010年（平成22年） | 1,194  |
| 2015年（平成27年） | 1,144  |
| 2020年（令和2年）  | 1,131  |

## 学区
市立小・中学校に通う場合、学区は以下の通りとなる（2025年1月時点）。
| 丁目        | 番・番地等 | 小学校             | 中学校               |
| ----------- | ---------- | ------------------ | -------------------- |
| 富士見1丁目 | 全域       | 川崎市立宮前小学校 | 川崎市立富士見中学校 |
| 富士見2丁目 | 全域       | 川崎市立宮前小学校 | 川崎市立富士見中学校 |

## 事業所
2021年（令和3年）現在の経済センサス調査による事業所数と従業員数は以下の通りである。
| 丁目        | 事業所数 | 従業員数 |
| ----------- | -------- | -------- |
| 富士見1丁目 | 55事業所 | 1,327人  |
| 富士見2丁目 | 29事業所 | 376人    |
| 計          | 84事業所 | 1,703人  |

### 事業者数の変遷
経済センサスによる事業所数の推移。
| 年                 | 事業者数 |
| ------------------ | -------- |
| 2016年（平成28年） | 85       |
| 2021年（令和3年）  | 84       |

### 従業員数の変遷
経済センサスによる従業員数の推移。
| 年                 | 従業員数 |
| ------------------ | -------- |
| 2016年（平成28年） | 1,128    |
| 2021年（令和3年）  | 1,703    |

## 交通
- 国道132号

## 施設
- 川崎競馬場
- 富士見公園
  - 川崎競輪場
  - 川崎富士見球技場（富士通スタジアム川崎）
- 川崎市スポーツ・文化総合センター
- 川崎市立富士見中学校

## その他

### 日本郵便
- 郵便番号 : 210-0011[3]（集配局 : 川崎港郵便局[17]）

### 警察
町内の警察の管轄区域は以下の通りである。
| 丁目        | 番・番地等 | 警察署     | 交番・駐在所 |
| ----------- | ---------- | ---------- | ------------ |
| 富士見1丁目 | 全域       | 川崎警察署 | 中島町交番   |
| 富士見2丁目 | 全域       | 川崎警察署 | 中島町交番   |